# Cormoz
Cormoz és un municipi francès situat al departament de l'Ain i la regió d'Alvèrnia-Roine-Alps. El 2018 tenia 677 habitants.
És una població rural que forma part de la zona d'atracció de Bourg-en-Bresse juntament amb 79 altres municipis. El 2018 es destinava el 87,7% del territori a usos agrícoles.